# 和田圭市
和田 圭市（わだ けいいち、1968年3月24日 - ）は、日本の俳優。本名は和田 宣房（）。身長175cm、体重69kg。太田プロダクション→クラカジャック191→ワイルドシングを経て、合同会社ドリーヴス所属。
岩手県出身。血液型はA型。仲間うちでの愛称は「ワンダー」もしくは「ワンダ」。

## 来歴・人物
岩手県立盛岡第三高校卒業後、アルバイト期間を経て大野剣友会に10ヶ月ほど在籍してアクションを学ぶ。本人によれば映画に端役として出演したり、『光戦隊マスクマン』や『兄弟拳バイクロッサー』のショーにも出ていたということである。退会後は、芸能事務所に1年間所属した後、フリーでカラオケビデオに多数出演した。総出演数は数百本におよぶ。1991年には第16回ホリプロタレントスカウトキャラバン（第1回飛び出せ!日本男児）にも出場。
和田 圭市の芸名では、1993年に『五星戦隊ダイレンジャー』で主演・レッドの亮 / リュウレンジャー役で本格デビュー。同作で共演したのが縁で中康治に長く師事し、2003年春まで演技を中心に学んだ。当時所属していた事務所は中が主宰する演劇塾「スタジオ191」のタレントマネジメント部門であった。
『ダイレンジャー』以降も、特撮番組では、1994年に『ブルースワット』、1995年に『重甲ビーファイター』、1998年には円谷プロ製作の『ウルトラマンダイナ』にゲスト出演を果たし、1999年に『救急戦隊ゴーゴーファイブ 激突!新たなる超戦士』で獣魔ハンター・ジークを、2002年の『仮面ライダー龍騎』スペシャルで初代龍騎・榊原耕一を、2008年には『トミカヒーロー レスキューフォース』で敵首領ダーエンであり初代R1・大淵隊長を演じている。特に『龍騎』はリュウレンジャーと同じ「赤い龍の戦士」であり、和田自身も当時のインタビューでそのことに触れ、「そういった意味で"初代（龍騎）"と名乗れるのは嬉しい」と発言している。
現在はドラマ・オリジナルビデオ・舞台・イベントなどにて活躍、最近ではミュージカルや家庭用ゲーム、アーケードゲーム中のモーションも数多く担当し、活躍の場を広げている。レッドアクションクラブにてアクションを学んでいる。
2011年6月11日公開の映画『ゴーカイジャー ゴセイジャー スーパー戦隊199ヒーロー大決戦』では約17年ぶりに亮 / リュウレンジャーを演じ、さらには本編の『海賊戦隊ゴーカイジャー』第33話にて再び同役でゲスト出演した。
2015年8月　宍戸マサルらと戦隊ヒーローシリーズの俳優たちで結成したグループ歌手「レジェンドヒーロー90's」を結成。
2016年「戦隊職人 五星戦隊ダイレンジャー『オーラチェンジャー&キバチェンジャー』」の発売に際して、当時のメンバーとともに新録音声で参加。
2019年、『4週連続スペシャル スーパー戦隊最強バトル!!』にて、リュウレンジャー役で出演。
2021年11月、新✩(SHINSEI)敏いとうとハッピー＆ブルー（現：新✩ハッピー＆ブルー）のメンバーとしてメジャーデビュー。
趣味はオートバイ、ドライブ。特技はアクション、アクロバット。

## エピソード
幼少期は引っ込み思案で、国語の授業で朗読を当てられても緊張して泣き出してしまうほどであった。高校時代は体操部に所属していた。
父親や親戚が教員の厳格な家庭で育ち、自身も教師になるものと漠然と考えていたが、高校3年生のときに芸能界を志し、両親と対立した。その後、オーディション情報誌を見て大野剣友会に応募して合格し、剣友会の担当者が両親を説得し上京するに至った。

### 『ダイレンジャー』関連
出演は、友人の紹介で観覧した太田プロダクションの打ち上げの席で同社の部長と知り合い、期限を過ぎていたオーディションにエントリーしてもらえたという。
アクションは初期以外ほぼスタントなしで演じている。和田が自らリュウレンジャーのアクションを行っている回がいくつかあるが、リュウレンジャーのスーツアクター・大藤直樹よりも体格がよく、「肩と太ももがぴちぴちのリュウレンジャー」として登場する。

## 出演

### テレビドラマ
- スケバン刑事III 少女忍法帖伝奇（1986年、フジテレビ） - 忍者 役[6]
- 超人機メタルダー（1987年、テレビ朝日） - エキストラ怪人 役[6]
- おもいっきり探偵団 覇悪怒組 第42話（1987年11月1日、フジテレビ）[6]
- スーパー戦隊シリーズ
  - 五星戦隊ダイレンジャー（1993年2月19日 - 1994年2月11日、テレビ朝日） - 主演・亮 / リュウレンジャー 役
  - 海賊戦隊ゴーカイジャー 第33話（2011年10月9日、テレビ朝日） - 天火星・亮 役
  - 非公認戦隊アキバレンジャー シーズン痛 第3痛（2013年4月19日、BS朝日） - リュウレンジャーの声 役
  - 4週連続スペシャル スーパー戦隊最強バトル!! BATTLE2・BATTLE3（2019年2月24日・3月3日、テレビ朝日） - リュウレンジャーの声 役（友情出演）[9]
- ブルースワット 第40話（1994年10月30日、テレビ朝日） - 見城守 役
- 恋も2度目なら（1995年1月11日 - 3月15日、日本テレビ）
- 月曜ドラマスペシャル「観光バスが消えた… 鳥羽・伊勢志摩ツアーの罠」（1995年2月6日、TBS）
- うちの母ですが…（1995年4月20日 - 6月22日、テレビ朝日）
- 重甲ビーファイター 第33話（1995年9月24日、テレビ朝日） - 岩田一馬 役（クレジットは「和田圭一」名義）
- 土曜ワイド劇場「SL山口線貴婦人号 トンネル殺人!?」（1996年6月29日、テレビ朝日） - 藤島刑事 役
- 土曜ワイド劇場「森村誠一作家30年記念 終着駅シリーズ6 人間の十字架」（1996年9月28日、テレビ朝日）
- 恋のバカンス（1997年1月8日 - 3月12日、日本テレビ）
  - 恋のバカンス Special（1997年10月1日）
- 金曜エンタテイメント「女弁護士水島由里子の危険な事件ファイル」（1997年5月23日、フジテレビ）
- ウルトラマンダイナ 第23話（1998年2月14日、MBS・TBS系） - フジクラ隊員 役
- 土曜ワイド劇場「森村誠一の終着駅シリーズ8 窓」（1998年3月28日、テレビ朝日）
- はぐれ刑事純情派11 第21話（1998年8月19日、テレビ朝日） - 菊池宏 役
- 走れ公務員! 第6話（1998年11月24日、フジテレビ）
- ボイスラッガー 第7話（1999年2月24日、テレビ東京） - 港湾警察署特捜隊員 役（友情出演）
- 連続テレビ小説 すずらん（1999年、NHK） - 葛木信夫 役
- 金曜エンタテイメント「地獄の花嫁」（1999年6月11日、フジテレビ） - 森村幹彦 役
- 月曜ドラマスペシャル「痛快ミステリー!ホステス探偵危機一髪!!」（1999年6月14日、TBS）
- パーフェクトラブ! 第1話（1999年7月5日、フジテレビ） - 千草が狙うエリート社員 役
- 小市民ケーン 第2話（1999年7月13日、フジテレビ） - メートル・ドテル 役
- 月曜ドラマスペシャル「万引きGメン・二階堂雪4 変身願望」（1999年11月22日、TBS） - 原 役
- 火曜サスペンス劇場「弁護士・朝日岳之助14 再審」（1999年12月28日、日本テレビ） - Jリーグチームの関係者 役
- ブランド 第3話（2000年1月27日、フジテレビ）
- はみだし刑事情熱系 PART4 第22話（2000年3月15日、テレビ朝日）
- 金曜エンタテイメント「ナースな探偵3」（2000年4月7日、フジテレビ） - 藤本泰三 役
- 天使が消えた街 第5話・第6話（2000年5月3日・10日、日本テレビ） - 刑事 役
- 億万長者と結婚する方法 第7話（2000年8月16日、日本テレビ）
- 火曜サスペンス劇場「外科医有森冴子II 告知」（2000年10月3日、日本テレビ）
- 新宿暴走救急隊 第5話（2000年11月11日、日本テレビ） - 真田 役
- 土曜ワイド劇場「カリスマ美容師殺人事件」（2001年8月11日、テレビ朝日）
- 時空警察ヴェッカーD-02 第9話・第9.5話（2002年3月29日、テレビ朝日） - ヒロシ・ゴドー 役
- 仮面ライダー龍騎スペシャル 13RIDERS（2002年9月19日、テレビ朝日） - 榊原耕一 役（友情出演）
- トミカヒーロー レスキューフォース 第14話 - 第28話・第49話（2008年7月5日 - 10月11日・2009年3月14日、テレビ東京） - ダーエン / 大淵 役
- 警視庁・捜査一課長 season2 第2話（2017年4月27日、テレビ朝日） - 大杉明彦 役
- 相棒 season16 第10話「サクラ」（2018年1月1日、テレビ朝日） - 富樫航太の父 役
- 今野敏サスペンス 警視庁強行犯係・樋口顕 第1話（2021年1月15日、テレビ東京） - 東池袋署刑事 役
- 月曜プレミア8「今野敏サスペンス 機捜235II」（2021年7月19日、テレビ東京） - 相田友則 役

### 映画
- この胸のときめきを（1988年10月8日、東映クラシックフィルム）
- シコふんじゃった（1992年1月15日、東宝）
- スーパー戦隊シリーズ（東映）
  - 劇場版 五星戦隊ダイレンジャー（1993年4月17日） - 主演・天火星・亮 / リュウレンジャー 役
  - スーパー戦隊ワールド（1994年8月6日） - リュウレンジャーの声 役
  - ゴーカイジャー ゴセイジャー スーパー戦隊199ヒーロー大決戦（2011年6月11日） - 天火星・亮 / リュウレンジャー 役[8]
- 陽炎3（1997年3月29日、松竹）
- 餓狼の群れ（2000年10月28日、東映ビデオ） - 倉橋純一 役
- 17歳 〜君がいた夏〜 Last Letter（2001年、ゆうばり国際ファンタスティック映画祭にて上映） - 瀧沢和幸 役
- 逆鱗組七人衆（2005年9月10日、さざ波） - 木村ドクター 役
- 空想科学ジュブナイル「あの空のむこう」（2006年） - 三浦正樹（大地の父） 役
- 短編映画「ファイナルスピリット〜もし君がヒーローだったら〜」（2019年9月15日、秋葉原ハンドレッドスクエア倶楽部にて上映）
- ヘルメットワルツ（2023年4月15日）

### オリジナルビデオ
- どチンピラ9（1994年） - トオル 役
- 救急戦隊ゴーゴーファイブ 激突!新たなる超戦士（1999年） - ジーク 役
- M:M-7 Mission Miss Seven（2002年） - 黒木敦夫 役
- 萌えよ!ドラゴンガールズ（2004年） - 武本克仁 役
- 実録・関東やくざ抗争史 松田組（2005年） - 関東尾津組組員・植木 役
- 声優DVD フレンズ～大空直美&藤井ゆきよ&照井春佳～（2015年） - chapter3（アクション講師としての出演）
- 日本統一 33・34（2019年4月25日・6月25日、オールイン エンタテインメント） - 刑事 役

### ウェブドラマ
- あ・べ・こ・べround２ ココロとカラダのSEXYラプソディ（2023年9月6日、シネポップ、シネマファスト）[10]

### 舞台
- 真夏の夜の夢（1989年） - ライサンダー 役
- 真夏の夜の夢（1992年） - オーベロン王&シーシアス公爵 役
- Stand by me'97（1997年） - マーク 役
- ミュージカル 蒲田行進曲2002（2002年） - 監督 役
- 英國少年園〜美しき少年達の鎮魂歌〜（2002年） - アルジャノン・メイトランド 役
- Treasure 〜真実の向こう側〜（2004年） - ジゴロ 役
- ミュージカル うちの猫がいなくなった!（2005年） - ペット探偵ジョー 役
- ラミーM5公演第15弾 誠心編 〜間〜（2006年） - 未来の"有明"刑事 役
- 磨心頑 第1回旗揚げ公演 モンスタールーム〜大人たちの放課後〜（2008年） - 立山望 役

### バラエティ
- 櫻井・有吉 THE夜会（2017年9月28日） - リュウレンジャーの声 役

### テレビアニメ
- revisions リヴィジョンズ（2019年） - 牟田一派2 役
- アイドルマスター ミリオンライブ！（2023年） - モーションアクトサポート

### ゲーム
- バイオハザード4 - ルイス・セラのモーション担当
- GOD HAND - 四天王のベルーゼ エキストラキャラ多数
- 喧嘩番長2 フルスロットル - 武田トモヤ、田中ヤスオのモーション担当
- ナイツ 〜星降る夜の物語〜 - ウィルのお父さん
- SONIC THE HEDGEHOG - ソニックをメイン担当、他メフィレス、ソレアナ公など
- SEGA-RaceTV - 実況中継のMIKE担当
- 戦国BASARA2 英雄外伝 - 松永久秀、浅井長政、織田信長、武田信玄、長曾我部元親 他
- モンスターハンターポータブル 2nd G - オープニング&エンディングの戦士や鍛冶屋などの男性キャラ全般
- ソニック ワールドアドベンチャー - ソニックをメイン担当
- BLACK JACK NAILED ACE - 男性ディーラー
- NINJA GAIDEN 2 - 怪物系 炎のジドレー、稲妻のアレクセイを中心に担当
- トラスティベル 〜ショパンの夢〜 ルプリーズ - ショパン、アレグレット、ジルバ、クレッシェンド、ワルツ 他
- NINJA BLADE - ケン・オガワ、マイケル・ウィルソンのモーション担当

### 玩具
- 五星戦隊ダイレンジャー オーラチェンジャー&キバチェンジャー 戦隊職人 ～SUPER SENTAI ARTISAN～（2017年3月）